# Ellen Eglin
Ellen F. Eglin (ur. 1849 w Waszyngtonie, USA, zm. data i miejsce śmierci nieznane) – afroamerykańska wynalazczyni wyżymaczki do ubrań.

## Życiorys
Urodziła się w 1849 w Waszyngtonie. Była gospodynią domową i urzędnikiem.

## Wynalazki

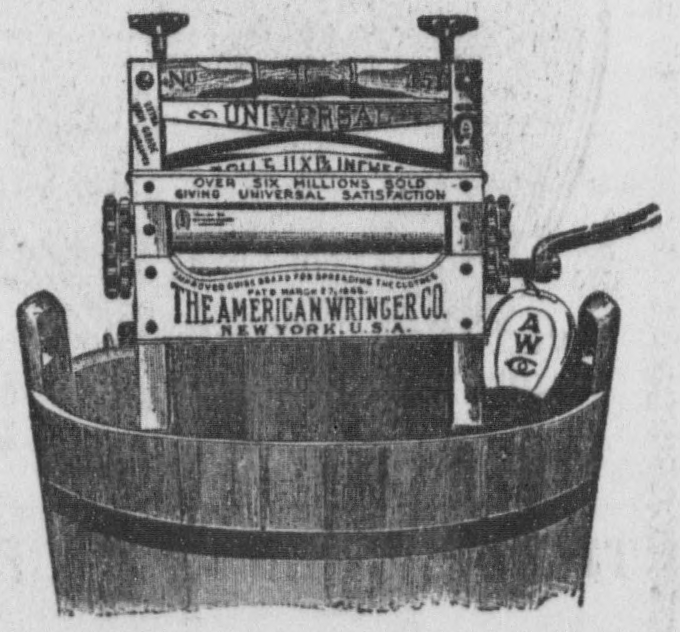
Typowa amerykańska wyżymaczka z przełomu XIX i XX wieku

W latach 80. XIX wieku wynalazła wyżymaczkę w postaci dwóch rolek zamocowanych w ramie i napędzanych korbą. W czasach prania ręcznego był to wynalazek pozwalający na dużo szybsze wysuszenie prania,  oszczędzający wysiłek fizyczny. Eglin zdecydowała się sprzedać prawa do wynalazku "białej osobie zainteresowanej produkcją wynalazku" za 18 dolarów w 1888. W wydaniu czasopisma Woman Inventor z kwietnia 1890 uzasadniła tę decyzję tym, że białe kobiety nie kupiłyby wynalazku opatentowanego przez czarną kobietę. Wynalazek przyniósł kupcowi duże zyski. Co prawda podobne urządzenia były znane w Europie już w 1861, ale na rynku amerykańskim był to nowy wynalazek powstały wyłącznie w wyobraźni Ellen.
Po sprzedaniu praw do wyżymaczki pracowała nad kolejnym wynalazkiem, który chciała już opatentować pod własnym nazwiskiem i zaprezentować na Międzynarodowym Kongresie Kobiet Wynalazców. Redaktorka pisma zaprzyjaźniła się z Ellen i próbowała pomóc jej w uzyskaniu patentu. Ellen wzięła nawet udział w przyjęciu wydanym przez Prezydenta Williama Henry'ego Harrisona. Swoje prace finansowała sama. Została urzędniczką w urzędzie statystycznym. Nie ma jednak żadnych śladów czy wynalazek rzeczywiście powstał ani żadnego patentu wystawionego na jej nazwisko. Nieznane są też jej późniejsze losy.